# Paleopneustes
Paleopneustes is een geslacht van zee-egels uit de familie Paleopneustidae.

## Soorten
Recent
- Paleopneustes cristatus A. Agassiz, 1873
- Paleopneustes tholoformis Chesher, 1968

Uitgestorven
- Paleopneustes elevatus Israelsky, 1924 †
- Paleopneustes holmani Grant & Hertlein, 1938 †
- Paleopneustes jimenoi (Cotteau, 1870) †
- Paleopneustes lepidus Nisiyama, 1968 †
- Paleopneustes periturus Nisiyama, 1968 †
- Paleopneustes psoidoperiodus Nisiyama, 1968 †